# Viktor Kubal
Viktor Kubal (Svätý Jur, 20 de març de 1923 - Bratislava, 24 d'abril de 1997) va ser un dibuixant, animador, cineasta i director eslovac, més recordat per dirigir el dibuix animat Puf a Muf (1969-1973), i les pel·lícules d'animació Zbojník Jurko (1976), i Krvavá pani (1980). Se l'ha anomenat el pare de l'animació a Eslovàquia i s'ha destacat per fer el primer llargmetratge d'animació a Eslovàquia. Tembé ha col·laborat amb Vladimir Kubenko.